# كازيمير بيرييه
كازيمير برييه (بالفرنسية: Casimir Pierre Périer)‏ (11 تشرين الأول 1777 ـ 16 أيار 1832) : مصرفي وسياسي فرنسي.

معارض ليبرالي للملك شارل العاشر خلال فترة عودة الملكية، كما انتسب لحزب المقاومة أثناء ملكية تموز. كان بيرييه حاكم مصرف فرنسا، أصبح رئيساً للوزراء في 13 آذار 1831 واستمر حتى وفاته بسبب وباء الكوليرا الذي انتشر عام 1832.

## روابط خارجية
- كازيمير بيرييه على موقع الموسوعة البريطانية (الإنجليزية)